# Aniba cylindriflora
Aniba cylindriflora är en lagerväxtart som beskrevs av André Joseph Guillaume Henri Kostermans. Aniba cylindriflora ingår i släktet Aniba och familjen lagerväxter. Inga underarter finns listade i Catalogue of Life.